# Astronomia în lumea medievală musulmană

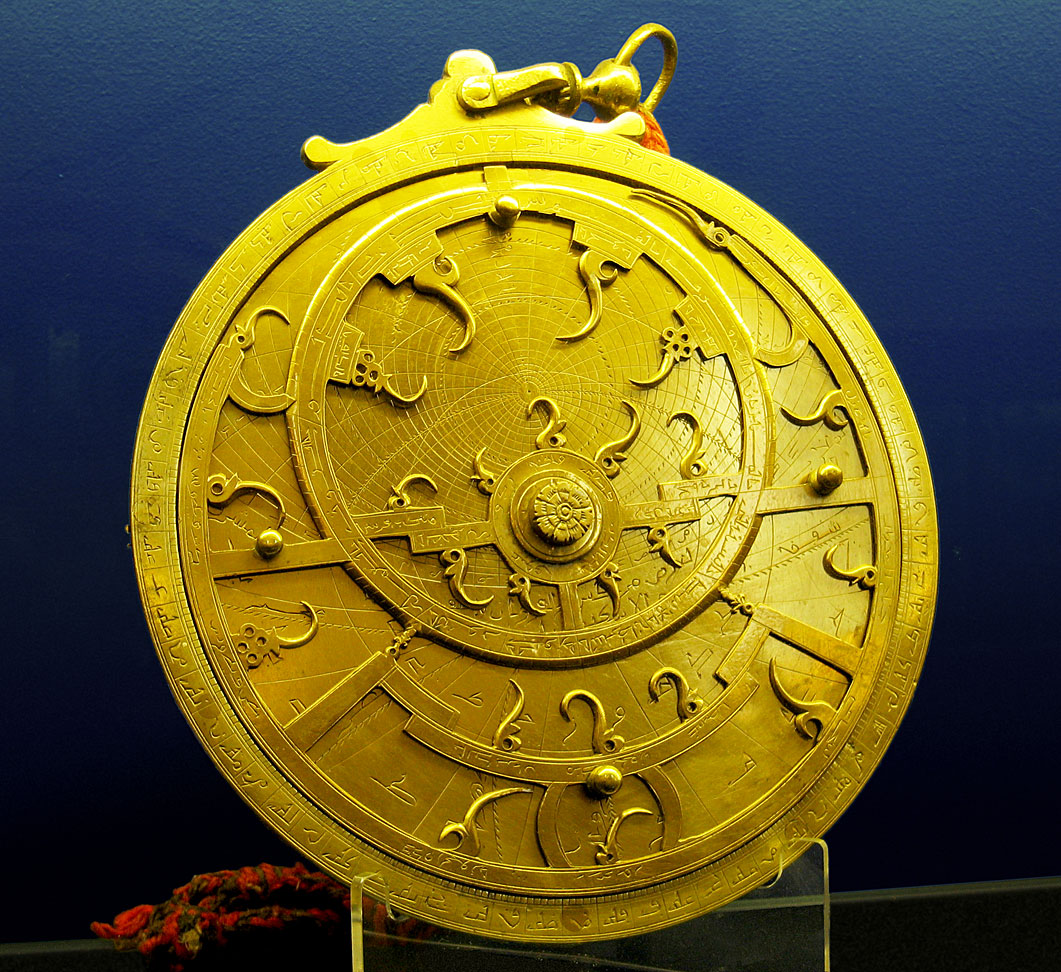
Un astrolab persan din secolul al XVIII-lea, păstrat la Whipple Museum of the History of Science din Cambridge, Anglia.

Astronomia musulmană cuprinde dezvoltările în astronomie realizate în lumea musulmană, în special în Epoca de Aur a Islamului (secolele al IX-lea–al XIII-lea),  și scrise în mare parte în limba arabă. Aceste dezvoltări au avut loc mai ales în Orientul Mijlociu, Asia Centrală, Al-Andalus și Africa de Nord, iar mai târziu în Orientul Îndepărtat și India⁠(d). Ea urmează îndeaproape geneza altor științe musulmane prin asimilarea materialelor străine și amalgamarea elementelor disparate ale acelor materiale pentru a crea o știință cu caracteristici musulmane. Printre acestea s-au numărat mai ales lucrări grecești, sasanide și indiene⁠(d), care au fost traduse și pe baza cărora s-a construit.
Astronomia islamică a jucat un rol semnificativ în revitalizarea astronomiei bizantine⁠(d)  și europene⁠(d) în urma pierderii de cunoștințe din perioada medievală timpurie, în special cu producerea de traduceri latinești ale operelor arăbești în secolul al XII-lea⁠(d). Astronomia musulmană a avut și o influență asupra astronomiei chinezești⁠(d) și a astronomiei malineze⁠(d).
Un număr semnificativ de stele de pe cer, cum ar fi Aldebaran, Altair și Deneb, și termeni astronomici precum alidadă, azimut și nadir, își trag numele de la denumirea lor arabă. Rămâne astăzi un mare corp de literatură din astronomia musulmană, care numără aproximativ 10.000 de manuscrise împrăștiate în întreaga lume, multe dintre ele nefiind citite sau catalogate. Chiar și așa, poate fi reconstruită o imagine rezonabilă exact a activității musulmane în domeniul astronomiei.

## Istorie

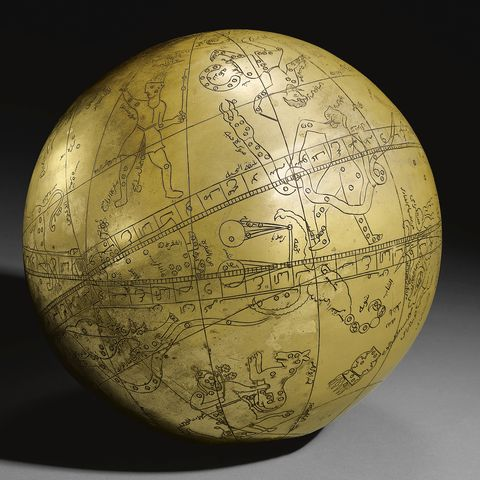
Un mare glob ceresc de persan de aramă, inscripționat ca fiind al lui Hadi Isfahani și o dată din 1197 AH / 1782-3 e.n. de formă sferică tipică, globul gravat cu marcaje, figuri și simboluri astrologice și detalii inscriptive

Ahmad Dallal observă că, spre deosebire de babilonieni, greci și indieni, care au dezvoltat sisteme elaborate de studiu astronomic matematic, arabii preislamici⁠(d) s-au bazat în totalitate pe observații empirice. Aceste observații s-au bazat pe răsăritul și apusul unor stele particulare, iar această zonă de studiu astronomică a fost cunoscută sub numele de anwa. Anwa a continuat să fie dezvoltată după islamizare de către arabi, unde astronomii musulmani au adăugat metode matematice la observațiile lor empirice. Potrivit lui David King, după ascensiunea islamului, obligația religioasă de a determina qibla și orele de rugăciune⁠(d) a inspirat mai multe progrese în astronomie timp de secole.
Donald Hill (1993) a împărțit astronomia islamică în patru perioade de timp distincte din istoria sa: 

### Islamul timpuriu
În urma cuceririlor musulmane⁠(d), sub califatul timpuriu⁠(d), savanții musulmani au început să absoarbă cunoștințe astronomice elenistice și indiene⁠(d) prin traduceri în arabă (în unele cazuri prin intermediul limbii persane). 
Primele texte astronomice care au fost traduse în arabă au fost de origine indiană și persană. Cel mai notabil dintre texte a fost Zij al-Sindhind, o lucrare astronomică indiană din secolul al VIII-lea, care a fost tradusă de Muhammad ibn Ibrahim al-Fazari și Yaqub ibn Tariq⁠(d) după 770 e.n., cu ajutorul astronomilor indieni care au vizitat curtea califului Al-Mansur în 770. Un alt text tradus a fost Zij al-Shah, o colecție de tabele astronomice (bazate pe parametrii indieni) compilate în Persia Sasanidă de-a lungul a două secole. Fragmente de texte din această perioadă indică faptul că arabii au adoptat funcția sinus (moștenită din India) în locul coardelor de arc folosite în trigonometria greacă.

### Epoca de Aur

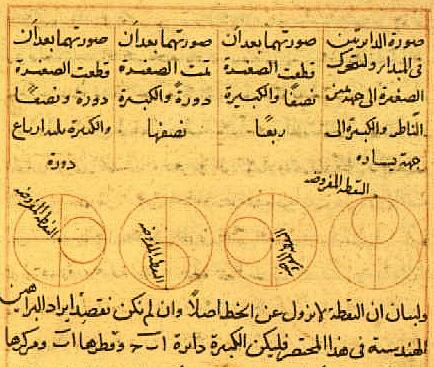
este un dispozitiv matematic inventat de Nasir al-Din al-Tusi în care un mic cerc se rotește în interiorul unui cerc mai mare de diametru dublu. Rotirile cercurilor fac ca un punct de pe circumferința cercului mai mic să oscileze înainte și înapoi în mișcare rectilinie de-a lungul unui diametru al cercului mai mare.

Casa Înțelepciunii a fost o academie înființată la Bagdad sub califul abasid Al-Ma'mun la începutul secolului al IX-lea. Din acest moment, a fost posibilă investigarea independentă a sistemului ptolemaic. Potrivit lui Dallal (2010), utilizarea parametrilor, surselor și metodelor de calcul din diferite tradiții științifice a făcut ca tradiția ptolemaică să fie „receptivă chiar de la început la posibilitatea rafinării observaționale și a restructurării matematice”. Cercetarea astronomică a fost susținută în mare măsură de califul Abbasid Al-Mamun prin Casa Înțelepciunii. Bagdadul și Damascul au devenit centrele unei astfel de activități. Califii nu numai că au susținut financiar această lucrare, dar au înzestrat opera cu prestigiu formal.   
Prima mare lucrare musulmană de astronomie a fost Zij al-Sindh a lui al-Khwarizmi din 830. Lucrarea conținea tabele pentru mișcările Soarelui, Lunii și ale celor cinci planete cunoscute la acea vreme. Lucrarea este semnificativă, deoarece a introdus concepte ptolemaice în științele islamice. Această lucrare marchează și punctul de cotitură în astronomia islamică. Până atunci, astronomii musulmani au adoptat o abordare în principal de cercetare a domeniului, traducând lucrări ale altora și luând la cunoștință fapte deja descoperite. Lucrarea lui Al-Khwarizmi a marcat începutul metodelor și studiilor și calculelor netradiționale.
În 850, al-Farghani a scris Kitab fi Jawani (adică „Un compendiu al științei stelelor”). Cartea a dat în primul rând un rezumat al cosmografiei ptolemaice. Totuși, ea îl și corecta pe Ptolemeu pe baza descoperirilor astronomilor arabi anteriori. Al-Farghani a dat valori revizuite pentru oblicitatea eclipticii, mișcarea precesională a apogeelor Soarelui și Lunii și circumferinței Pământului. Cartea a fost vehiculată pe scară largă prin lumea musulmană și tradusă în latină.
Astronomul egiptean Ibn Yunus⁠(d) a fost primul astronom care a găsit cu adevărat o eroare validă în calculele lui Ptolemeu despre mișcările planetei și aspectele lor particulare la sfârșitul secolului al X-lea. Ptolemeu calculase că ondularea Pământului, altfel cunoscută sub numele de precesie, varia cu 1 grad la fiecare 100 de ani. Ibn Yunus a contrazis această constatare calculând că ar fi fost de fapt 1 grad la fiecare 70 de ani și un sfert. Descoperirile lui Ibn Yunus și Ibn al-Shatir au făcut parte din calculele lui Copernic prin care el și-a dat seama că Soarele este centrul universului.

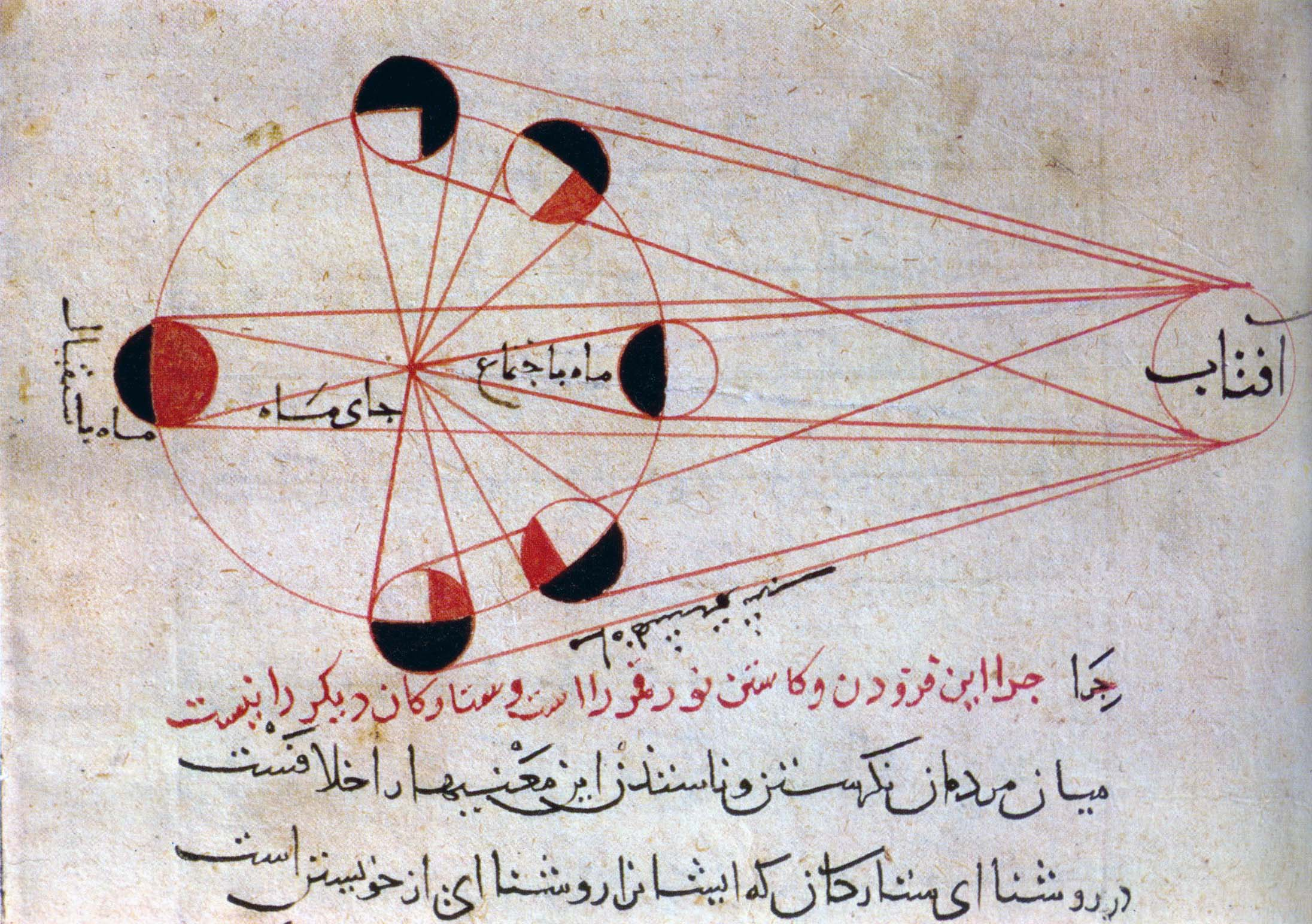
O ilustrare a lucrărilor astronomice ale lui Al-Biruni explică diferitele faze ale Lunii.

În această perioadă a înflorit un sistem de astronomie specific musulman. Perioada a început când astronomii musulmani au început să pună la îndoială cadrul sistemului astronomic ptolemaic. Totuși, aceste critici au rămas în cadrul geocentric și au urmat paradigma astronomică a lui Ptolemeu; un istoric a descris activitatea lor drept „un proiect reformist menit să consolideze astronomia ptolemaică prin alinierea la propriile sale principii”.
Între 1025 și 1028, Ibn al-Haytham a scris Al-Shukuk ala Batlamyus (adică „Îndoieli asupra lui Ptolemeu”). Menținând realitatea fizică a modelului geocentric, el a criticat elementele modelelor ptolemaice. Mulți astronomi au preluat provocarea prezentată în această lucrare, și anume aceea de a dezvolte modele alternative care să rezolve aceste dificultăți. În 1070, Abu Ubayd al-Juzjani⁠(d) a publicat Tarik al-Aflak unde discuta despre problema „echivalentă” a modelului ptolemaic și propunea o soluție. În Al-Andalus, lucrarea anonimă al-Istidrak ala Batlamyus (adică „Recapitulare cu privire la Ptolemeu”), a inclus o listă de obiecții la adresa astronomiei ptolemaice. 

### Perioada târzie
Printre astronomii notabili din perioada medievală târzie se numără Mu'ayyad al-Din al-'Urdi⁠(d) (c. 1266), Nasir al-Din al-Tusi (1201–74), Qutb al-Din al Shirazi⁠(d) (c. 1311), Sadr al-Sharia al-Bukhari (c. 1347), Ibn al-Shatir (c. 1375) și Ali al-Qushji⁠(d) (c. 1474). 
La sfârșitul secolului al XIII-lea, Nasir al-Din al-Tusi a creat cuplul Tusi, așa cum este ilustrat mai sus. Modelul avea să fie ulterior viabil pentru înțelegerea de către Copernic a acestor mișcări în opera sa din perioada Renașterii.
În secolul al XV-lea, căpetenia Timuridă Ulugh Beg din Samarkand a făcut din curtea sa ca un centru de patronaj pentru astronomie. A studiat-o în tinerețe, iar în 1420 a ordonat construirea Observatorului Ulugh Beg⁠(d), care a produs un nou set de tabele astronomice, și a contribuit și la alte progrese științifice și matematice. 

## Influențele în Asia de Est

### China

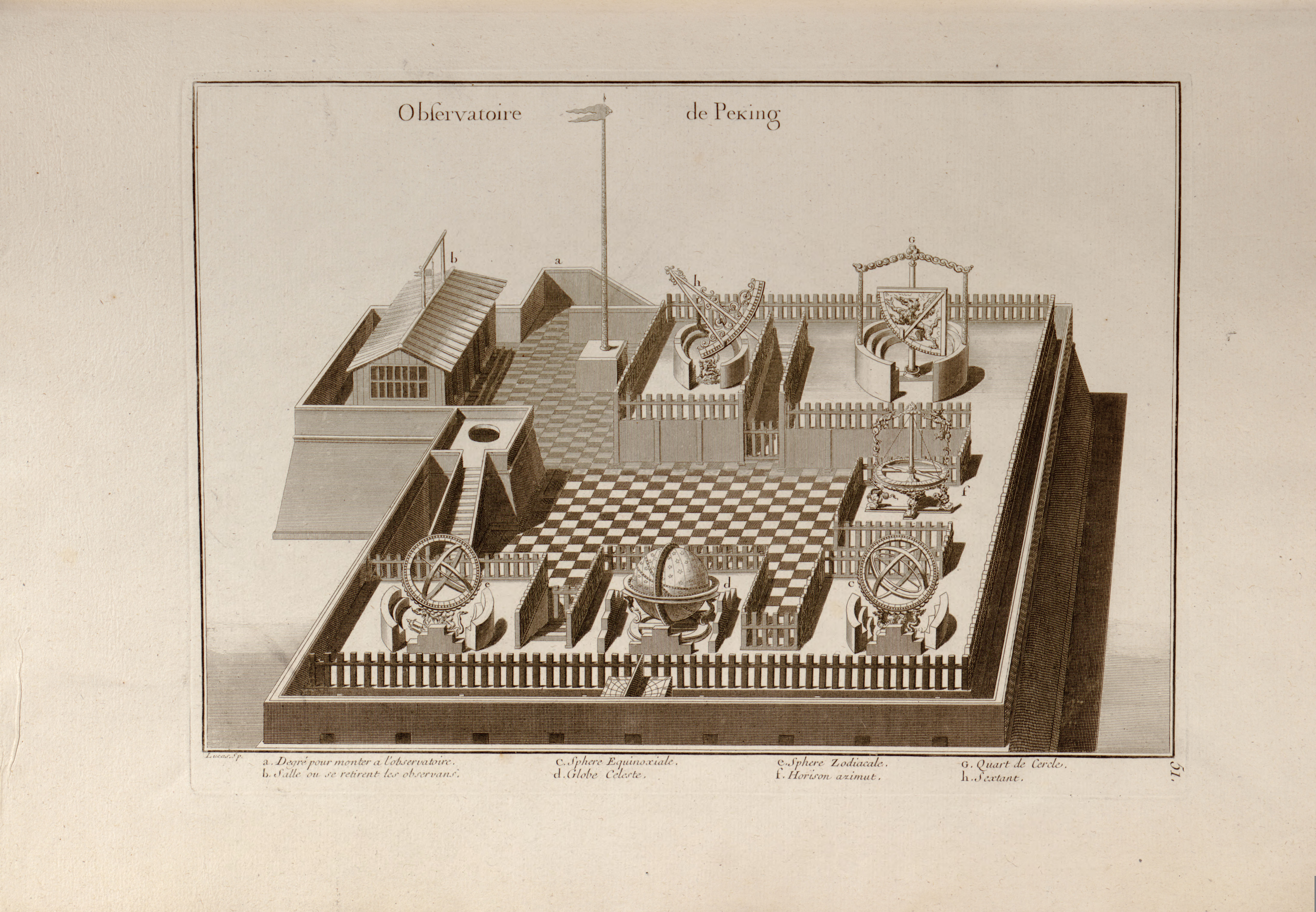
Dispunerea.

Influența musulmană asupra astronomiei chinezești a fost înregistrată pentru prima dată în timpul dinastiei Song, când un astronom musulman Hui, pe nume Ma Yize⁠(d), a introdus conceptul de șapte zile într-o săptămână și a adus și alte contribuții.
Astronomii islamici au fost aduși în China pentru a lucra la elaborarea calendarului și la astronomie în timpul Imperiului Mongol și al dinastiei Yuan succesive. Savantul chinez Yeh-lu Chu'tsai⁠(d) l-a însoțit pe Genghis Han în Persia în 1210 și a studiat calendarul persanilor pentru a-l folosi în Imperiul Mongol. Kublai Han a adus iranieni la Beijing pentru a construi un observator⁠(d) și o instituție pentru studii astronomice.
Mai mulți astronomi chinezi au lucrat la observatorul Maragheh⁠(d), fondat de Nasir al-Din al-Tusi în 1259 sub patronajul lui Hulagu Han⁠(d) din Persia. Unul dintre acești astronomi chinezi a fost Fu Mengchi sau Fu Mezhai. În 1267, astronomul persan Jamal ad-Din⁠(d), care anterior lucrase la observatorul Maragha, i-a prezentat lui Kublai Han șapte instrumente astronomice persane, inclusiv un glob⁠(d) terestru și o sferă armilară, precum și un almanah astronomic, care ulterior a fost cunoscut în China sub numele de Li Wannian („Calendarul celor zece mii de ani” sau „Calendarul etern”). El a fost cunoscut sub numele de „Zhamaluding” în China, unde, în 1271, a fost numit de han primul director al observatorului islamic din Beijing, cunoscut sub numele de Biroul Astronomic Musulman, care a funcționat alături de Biroul Astronomic Chinez timp de patru secole. Astronomia musulmană și-a câștigat o bună reputație în China pentru teoria latitudinilor planetare, care nu exista în astronomia chineză la acea vreme, și pentru predicția exactă a eclipselor.
Unele instrumente astronomice construite de celebrul astronom chinez Guo Shoujing la scurt timp după aceea seamănă cu stilul de instrumentare construit la Maragheh. În special, „instrumentul simplificat” (jianyi) și marele gnomon⁠(d) de la Observatorul Astronomic Gaocheng⁠(d) prezintă urme de influență musulmană. În timp ce a formulat calendarul Shoushili în 1281, lucrarea lui Shoujing în trigonometria sferică ar fi putut fi parțial influențată de matematica musulmană⁠(d), care era acceptată în mare parte la curtea lui Kublai. Aceste posibile influențe includ o metodă pseudo-geometrică pentru conversia între coordonatele ecuatoriale și ecliptice, utilizarea sistematică a zecimalelor în parametrii de bază și aplicarea interpolării cubice în calculul neregularității în mișcările planetare. 
Împăratul Hongwu (r. 1368-1398) al dinastiei Ming (1328–1398), în primul an al domniei sale (1368), a recrutat specialiști han și ne-han  în astrologie din instituțiile astronomice din Beijing ale fostului yuan mongol la Nanjing să devină oficiali ai nou-înființatului observator național. 
În acel an, guvernul Ming a convocat pentru prima dată oficialii astronomi să vină spre sud din capitala de sus Yuan. Ei erau paisprezece. Pentru a spori precizia metodelor de observare și calcul, împăratul Hongwu a consolidat adoptarea sistemelor calendaristice paralele, Han și Hui. În anii următori, Curtea Ming a numit mai mulți astrologi Hui în funcții înalte în Observatorul Imperial. Ei au scris multe cărți despre astronomia islamică și au fabricat și echipamente astronomice bazate pe sistemul musulman. 
Traducerea a două lucrări importante în chineză a fost finalizată în 1383: Zij (1366) și al-Madkhal fi Sina'at Ahkam al-Nujum, Introducere în Astrologie (1004). 
În 1384, s-a realizat un astrolab chinezesc pentru observarea stelelor pe baza instrucțiunilor de fabricare a echipamentului islamic polivalent. În 1385, aparatul a fost instalat pe un deal din nordul Nanjingului. 
În jurul anului 1384, în timpul dinastiei Ming, împăratul Hongwu⁠(d) a ordonat traducerea în chineză și compilarea tabelelor astronomice islamice⁠(d), sarcină care a fost îndeplinită de savanții Mashayihei, astronom musulman, și Wu Bozong, un savant-oficial chinez. Aceste tabele au fost cunoscute sub numele de Huihui Lifa⁠(d) ( Sistemul musulman de astronomie calendrică), care a fost publicat în China de mai multe ori până la începutul secolului al XVIII-lea, deși dinastia Qing a abandonat oficial tradiția astronomiei sino-islamice. în 1659. Astronomul musulman Yang Guangxian⁠(d) era cunoscut pentru atacurile sale asupra științelor astronomice ale iezuiților. 

### Coreea

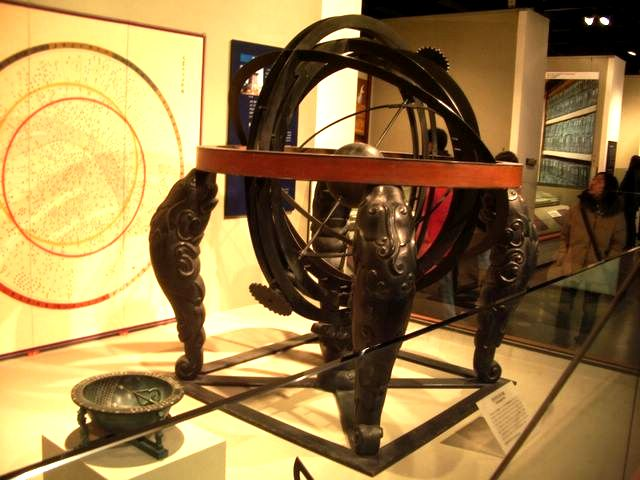
Globul ceresc coreean bazat pe.

La începutul perioadei Joseon, calendarul musulman a servit drept bază pentru ca reforma calendaristică să fie mai exactă decât calendarele existente bazate pe cele chinezești. O traducere coreeană a lui Huihui Lifa⁠(d), un text care combină astronomia chinezească⁠(d) cu lucrările de astronomie islamică ale lui Jamal ad-Din, a fost studiată în Coreea în cadrul dinastiei Joseon în perioada Sejong din secolul al XV-lea. Tradiția astronomiei sino-islamice a supraviețuit în Coreea până la începutul secolului al XIX-lea.

## Observatoare

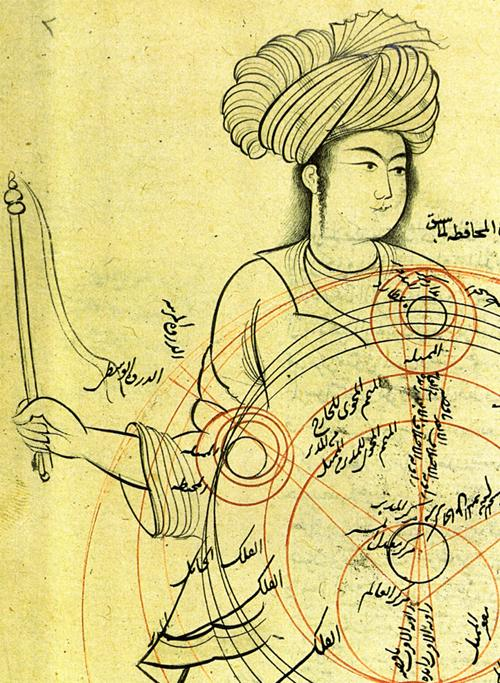
Manuscris medieval de care prezintă un model planetar epiciclic.

S-a afirmat că primele observații sistematice în Islam au avut loc sub patronajul lui al-Mamun. Aici, și în multe alte observatorii private de la Damasc la Bagdad, au fost măsurate grade meridiane⁠(d), s-au stabilit parametri solari și s-au efectuat observații detaliate ale Soarelui, Lunii și planetelor. 
În secolul al X-lea, dinastia Buwayhid⁠(d) a încurajat întreprinderea unor lucrări ample în astronomie, precum construcția unui instrument pe scară largă cu care s-au făcut observații în anul 950. Știm acest lucru prin consemnări făcute în zij⁠(d) de astronomi. ca Ibn al-Alam. Marele astronom Abd Al-Rahman Al Sufi a fost patronat de prințul Adud O-dowleh⁠(d), care a revizuit în mod sistematic catalogul de stele al lui Ptolemeu . Sharaf al-Daula⁠(d) a înființat și el un observator similar în Bagdad. Relatările lui Ibn Yunus⁠(d) și al-Zarqall din Toledo și Cordoba indică utilizarea unor instrumente sofisticate pentru vremea lor. 
Malik Shah I a înființat primul mare observator, probabil la Isfahan. Aici au construit Omar Khayyám împreună cu mulți alți colaboratori un zij și au formulat calendarul solar persan, numit și calendarul jalali. O versiune modernă a acestui calendar este încă în prezent oficial în uz în Iran. 
Cel mai influent observator a fost însă fondat de Hulegu Han⁠(d) în secolul al XIII-lea. Aici, Nasir al-Din al-Tusi a supravegheat construcția tehnică de la Maragha. Facilitatea conținea camere de odihnă pentru Hulagu Han⁠(d), precum și o bibliotecă și o moschee. Unii dintre cei mai de seamă astronomi ai vremii s-au adunat acolo, iar din colaborarea lor au rezultat modificări importante ale sistemului ptolemaic de-a lungul unei perioade de 50 de ani. 

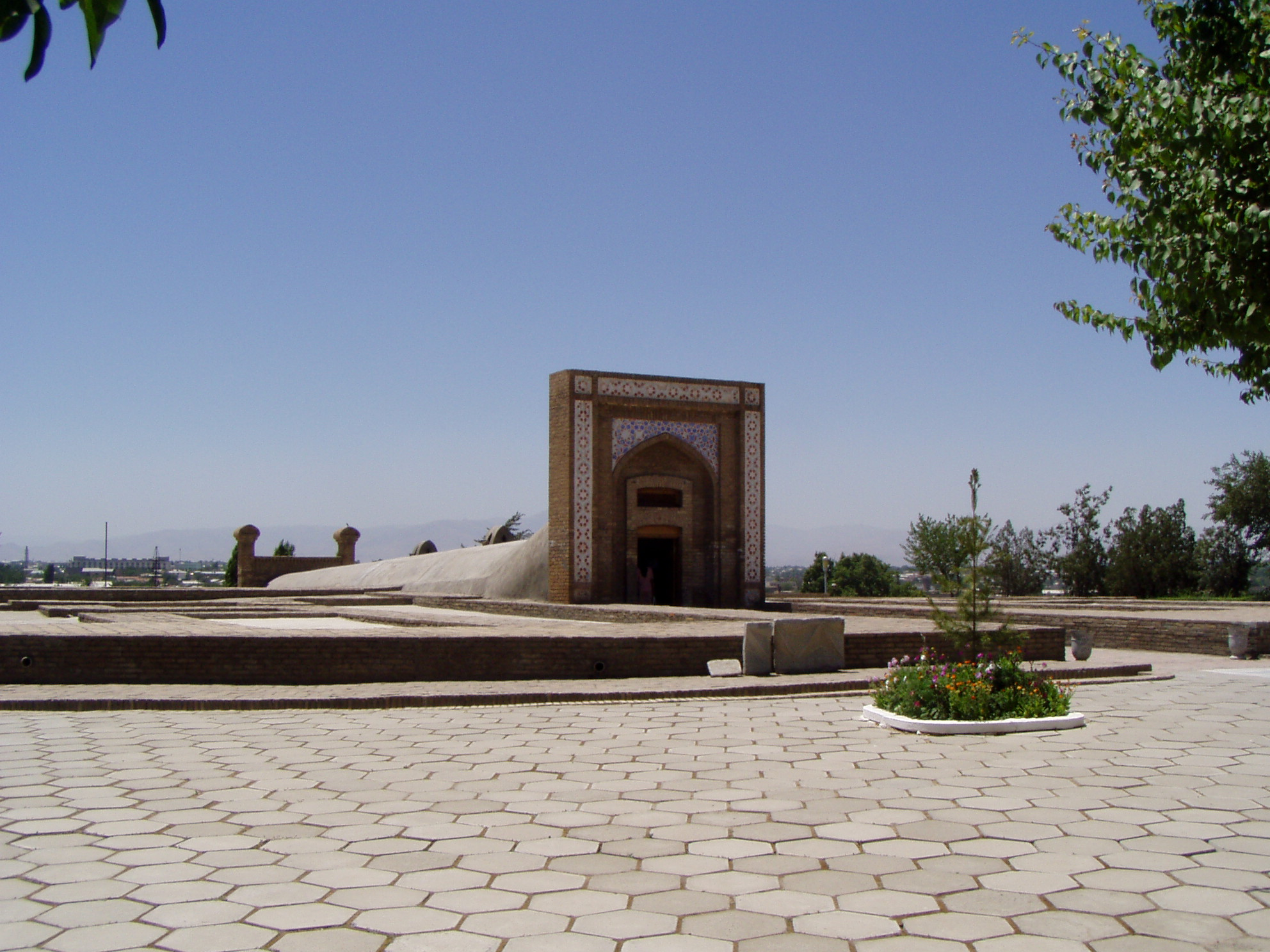
din Samarqand.

În 1420, prințul Ulugh Beg, el însuși astronom și matematician, a fondat un alt mare observator în Samarkand, ale cărui rămășițe au fost excavate în 1908 de echipe rusești. 
Taqi al-Din Muhammad ibn Ma'ruf⁠(d) a fondat în 1577 un mare observator⁠(d) în Constantinopolul otoman, care se afla la aceeași scară cu cele din Maragha și Samarkand. Observatorul a avut o durată de folosire scurtă, deoarece predominau adversarii observatorului și ale prezicerilor din ceruri, iar observatorul a fost distrus în 1580. Deși clerul otoman nu se opunea științei astronomiei, observatorul a fost folosit în primul rând pentru astrologie, față de care ei se opuneau și au reușit să obțină distrugerea lui.

## Instrumente

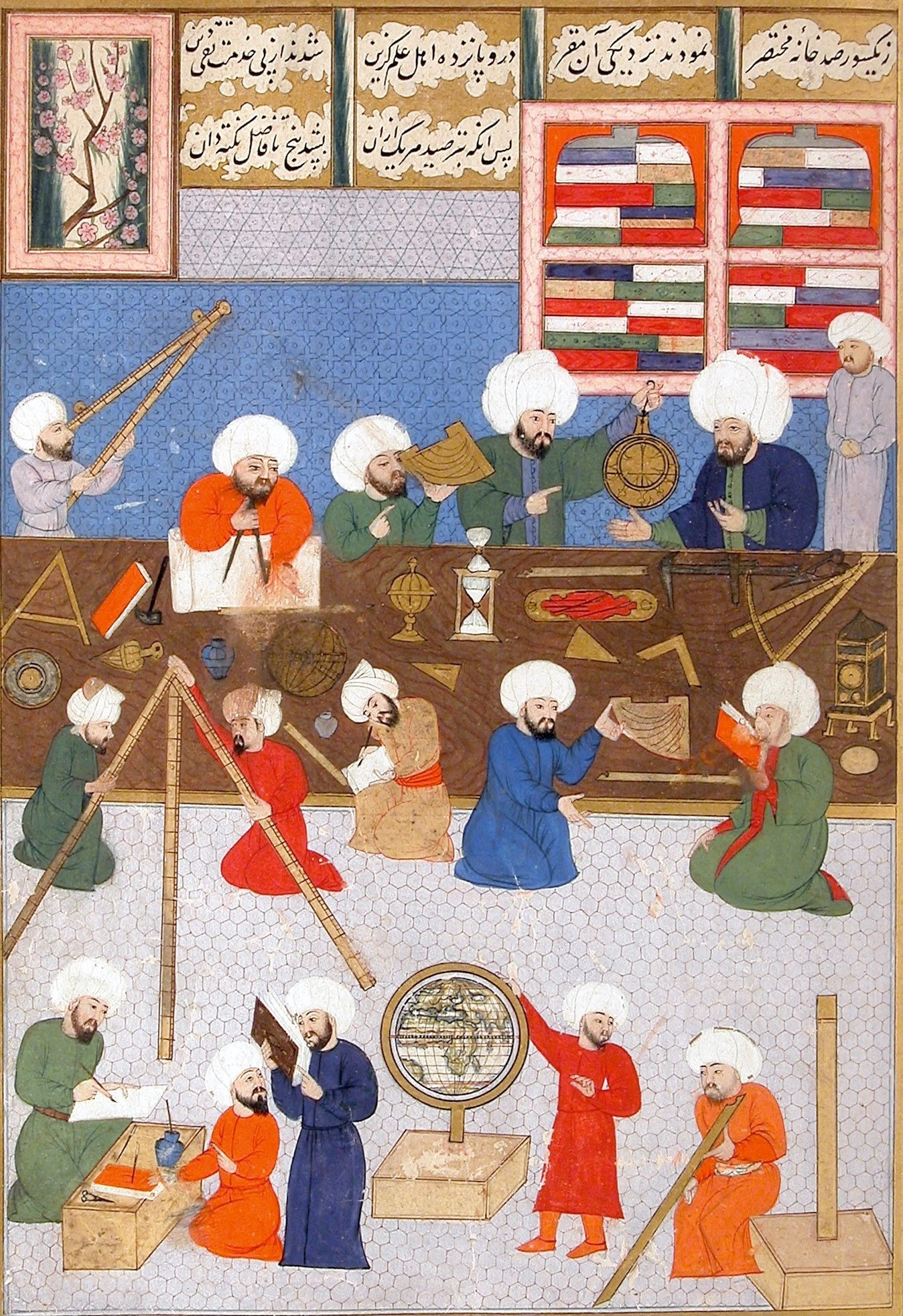
Activitate în observatoriul lui.

Cunoștințele actuale despre instrumentele folosite de astronomii musulmani provin în primul rând din două surse: în primul rând instrumentele rămase din colecțiile private și muzeale de astăzi, iar în al doilea rând din tratatele și manuscrisele păstrate din Evul Mediu. Astronomii musulmani din „Epoca de Aur” au adus multe îmbunătățiri la instrumentele care erau deja utilizate înainte de vremea lor, cum ar fi adăugarea de noi scale sau detalii. 

### Globuri cerești și sfere armilare
Globurile cerești au fost utilizate în principal pentru rezolvarea problemelor din astronomia cerească. Astăzi, 126 de astfel de instrumente rămân la nivel mondial, cel mai vechi din secolul al XI-lea. Altitudinea Soarelui sau ascensia dreaptă și declinația stelelor puteau fi calculate cu acestea introducând locația observatorului pe inelul meridian al globului. 
O sferă armilară avea aplicații similare. Nu s-au păstrat sfere armilare islamice timpurii, dar au fost scrise mai multe tratate despre „instrumentul cu inele”. În acest context, există și o evoluție islamică, astrolabul sferic, din care a supraviețuit doar un singur instrument complet, din secolul al XIV-lea. 

### Astrolaburi
Astrolabii de alamă au fost o invenție elenistică. Primul astronom musulman despre care se știe că a construit un astrolab este Muhammad al-Fazari (sfârșitul secolului al VIII-lea). Astrolabii erau populari în lumea islamică în „Epoca de Aur”, în principal ca ajutor pentru găsirea qibla. Cel mai vechi exemplu cunoscut este datat din 927/8 (AH 315). 
Instrumentele au fost folosite pentru a citi ora răsăritului Soarelui și a stelelor fixe. al-Zarqali din Andaluzia a construit un astfel de instrument în care, spre deosebire de predecesoarele sale, nu depindea de latitudinea observatorului și putea fi folosit oriunde. Acest instrument a devenit cunoscut în Europa sub numele de Saphea. 

### Calendar mecanic
Abu Rayhan Biruni a realizat un instrument pe care l-a numit „Cutia Lunii”, care era un calendar lunisolar mecanic, care folosea un angrenaj⁠(d) și opt roți dințate. Acesta a fost un exemplu timpuriu de mașină de procesare a cunoștințelor cu cablaj fix.

### Cadrane solare

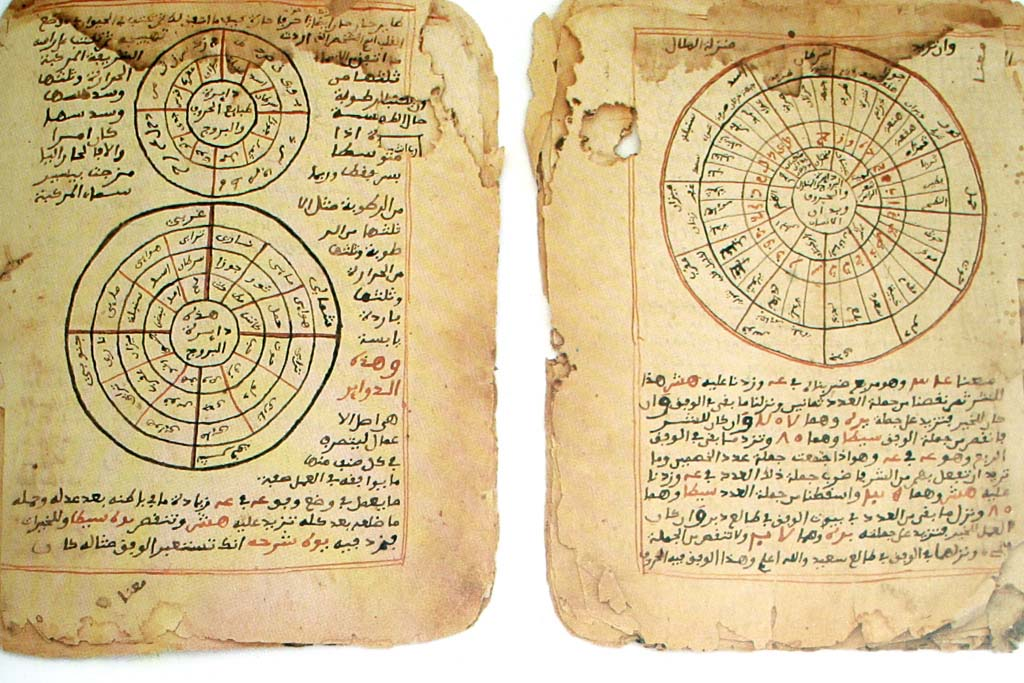
atât de matematică, cât și de astronomie.

Musulmanii au adus unele îmbunătățiri și teoriei și tehnicii construcției cadranelor solare, pe care le-au moștenit de la predecesorii lor indieni și greci. Khwarizmi a alcătuit tabele pentru aceste instrumente, prin care s-a scurtat considerabil timpul necesar calculelor specifice.
Cadranele solare erau plasate frecvent la moschei pentru a determina ora de rugăciune. Unul dintre cele mai izbitoare exemple a fost construit în secolul al XIV-lea de către muwaqqit (ceasornicarul) din Moscheea Umayyadă din Damasc, ibn al-Shatir.

### Cvadranții
Mai multe forme de cvadranți⁠(d) au fost inventate de musulmani. Printre ele se număra cvadrantul sinusoidal utilizat pentru calculele astronomice și diverse forme ale cadranului orar, folosite pentru a determina timpul (în special vremurile rugăciunii) prin observații ale Soarelui sau ale stelelor. Un centru al dezvoltării cvadranților a fost Bagdadul secolului al nouălea.

### Equatoriumuri
Equatoriumul⁠(d) este o invenție din Al-Andalus, a lui Al-Zarqali. Cel mai vechi equatorium cunoscut a fost realizat în secolul al XI-lea. Este un dispozitiv mecanic pentru găsirea pozițiilor Lunii, Soarelui, stelelor și planetelor, fără calcul folosind un model geometric pentru a reprezenta media și poziția anomalistă a corpului ceresc.